# جيفرسون بي. سنايدر
جيفرسون بي. سنايدر هو ضابط ومحامي وسياسي أمريكي، ولد في 19 يناير 1859 في سانت جوزيف في الولايات المتحدة، وتوفي في 18 أكتوبر 1951 في فيكسبيرغ في الولايات المتحدة. نشط حزبياً في الحزب الديمقراطي. وقد انتخب المدعي العام ‏ وانتخب عضو مجلس نواب لويزيانا ‏.